# Immòtica
Immòtica és l'aplicació de tècniques de gestió i control automàtic a un edifici. Quan aquestes tècniques s'apliquen en l'àmbit d'un habitatge unifamiliar, hom parla de domòtica. La immòtica s'aplica als edificis terciaris: hotels, hospitals, oficines, etc. Les aplicacions més habituals tenen a veure, igual que en el cas de la domòtica, en la gestió del confort, de la seguretat, de l'estalvi i la gestió energètica o del control d'accessos.
La immòtica és un exemple d'un sistema de control distribuït: la xarxa d'ordinadors de dispositius electrònics dissenyats per monitorar i controlar els sistemes mecànics, de seguretat, contra incendis i inundacions, il·luminació (especialment la il·luminació d'emergència), HVAC i sistemes de control d'humitat i ventilació en un edifici.
La funcionalitat bàsica del sistema d'automatització d'edificis (o de l'acrònim de l'anglès BAS -Building Automation System-) manté el clima de construcció dins d'un interval específic, proporciona llum a les habitacions segons un programa d'ocupació (en cas que existeixin interruptors evidents al contrari), controla el rendiment i les fallades dels dispositius en tots els sistemes i proporciona alarmes de mal funcionament al personal de manteniment d'edificis. Un sistema d'automatització d'edificis hauria de reduir els costos d'energia i de manteniment de l'edifici en comparació amb un edifici no controlat. La majoria dels edificis comercials, institucionals i industrials construïts després del 2000 inclouen un sistema d'automatització d'edificis. Molts edificis antics han estat equipats amb un nou sistema d'automatització d'edificis, finançat normalment mitjançant estalvis d'energia i assegurances, i altres estalvis associats al manteniment preventiu i la detecció de fallades.
Un edifici controlat per un sistema d'automatització es coneix sovint com un edifici intel·ligent, o si es una residencia una "casa intel·ligent". Històricament, els edificis comercials i industrials es van basar en protocols sòlids i provats (com BACnet), mentre que en els habitatges es van utilitzar protocols privats (com X-10). Els estàndards IEEE recents (especialment IEEE 802.15.4, IEEE 1901 i IEEE 1905.1, IEEE 802.21, IEEE 802.11ac, IEEE 802.3at) i els esforços dels consorcis com nVoy (que verifica el compliment de la norma IEEE 1905.1) o QIVICON han proporcionat una base basada en estàndards per a la creació de xarxes heterogènies de molts dispositius en moltes xarxes físiques per a diversos propòsits i la qualitat del servei i les garanties de commutació a errades són adequades per donar suport a la salut i seguretat humanes. En conseqüència, ara els usuaris comercials, industrials, militars i altres institucions empren sistemes que difereixen dels sistemes domèstics principalment en escala. Vegeu domòtica per obtenir més sistemes de nivell d'entrada, nVoy, 1905.1, i els principals proveïdors propietaris que implementen o resisteixen aquesta tendència a la integració de normes.
Gairebé tots els edificis bioclimàtics de diversos pisos estan dissenyats per adaptar-se a un sistema d'automatització d'edificis per a les característiques de conservació d'energia, aire i aigua. La resposta a la demanda de dispositius elèctrics és una funció típica d'un sistema d'automatització d'edificis, així com el control més sofisticat de la ventilació i la humitat que calen dels edificis aïllats "ajustats". La majoria dels edificis ecològics també utilitzen tants dispositius de DC de baix consum com sigui possible. Fins i tot un disseny de casa passiva destinat a no consumir cap energia neta normalment requerirà un sistema d'automatització d'edificis per gestionar la captura de calor, l'ombra i la ventilació i l'ús del dispositiu de planificació.

## Sistema d'automatització
El terme sistema d'automatització d'edificis, utilitzat de manera general, fa referència a qualsevol sistema de control elèctric que s'utilitza per controlar un sistema de calefacció, ventilació i climatització d'edificis. El sistema d'automatització d'edificis modern també pot controlar la il·luminació interior i exterior, així com alarmes de seguretat, incendis i, bàsicament, tot el que sigui elèctric a l'edifici. Els antics sistemes de control HVAC, com ara termòstats amb cablejats de 24 V DC o controls pneumàtics, són una forma d'automatització, però no tenen la flexibilitat i la integració dels sistemes moderns.

## Busos i protocols
La majoria de les xarxes d'automatització d'edificis consisteixen en un bus principal i secundari que connecta controladors d'alt nivell (generalment especialitzats per a l'automatització d'edificis, però que poden ser controladors lògics programables) amb controladors de nivell inferior, dispositius input/output i una interfície d'usuari (també coneguda com a dispositiu d'interfície humana). El protocol obert BACnet d'ASHRAE o el protocol obert LonTalk especifiquen com la majoria d'aquests dispositius s'interoperen. Els sistemes moderns utilitzen SNMP per rastrejar esdeveniments, basant-se en dècades d'història amb protocols basats en SNMP al món de les xarxes informàtiques.
La connectivitat física entre dispositius es va proporcionar històricament per fibra òptica dedicada, ethernet, ARCNET, RS-232, RS-485 o una xarxa sense fils de propòsit especial de baixa amplada de banda. Els sistemes moderns es basen en la creació de xarxes heterogènies multiprotocol basades en estàndards, com la especificada a la norma IEEE 1905.1 i verificada per la marca d'auditoria nVoy. Normalment, només poden utilitzar xarxes basades en IP, però poden fer ús de qualsevol cablejat existent, i també poden integrar xarxes de línies elèctriques a través de circuits AC, Power over Ethernet de circuits de DC de baix consum, xarxes sense fils d'ample de banda alta com LTE i IEEE 802.11n i IEEE 802.11ac i sovint s'integren mitjançant l'ús de la malla sense fils específica estàndard ZigBee específic de l'edificació.
El maquinari propietari domina el mercat de controladors. Cada empresa té controladors per a aplicacions específiques. Alguns estan dissenyats amb controls limitats i sense interoperabilitat, com ara senzilles unitats de coberta envasades per a HVAC. El programari normalment no s'integrarà bé amb els paquets d'altres proveïdors. La cooperació és només al nivell Zigbee/BACnet/LonTalk.
Els sistemes actuals proporcionen interoperabilitat a nivell d'aplicació, cosa que permet els usuaris de barrejar i combinar dispositius de diferents fabricants i proporcionar integració amb altres sistemes de control d'edificis compatibles. Normalment, aquests es basen en SNMP, utilitzat durant molt de temps per a aquest mateix propòsit per integrar diversos dispositius de xarxes informàtiques en una xarxa coherent.

## Tipus d'entrades i sortides

### Sensors
Les entrades analògiques s'utilitzen per llegir una mesura variable. Alguns exemples són els sensors de temperatura, humitat i pressió que poden ser termistor, 4–20 mA, 0–10 volts o termòmetre de resistència de platí (detector de temperatura de resistència) o sensors sense fils.
Una entrada digital indica si un dispositiu està activat o no - però s'ha detectat. Alguns exemples d'una entrada digital intrínsecament serien un senyal de 24 V DC/AC, commutador de corrent, un interruptor de flux d'aire o un contacte de relé sense contacte (contacte sec). Les entrades digitals també poden ser entrades de tipus de pulsació que compten la freqüència de pulsacions durant un període determinat. Un exemple és un mesurador de cabal de turbina que transmet les dades de rotació com una freqüència de pulsacions a una entrada.
Monitorar la càrrega no intrusiva és un programari que es basa en sensors i algoritmes digitals per descobrir l'aparell o altres càrregues de les característiques elèctriques o magnètiques del circuit. Tanmateix, detecta l'esdeveniment per mitjans analògics. Són extremadament rendibles en el seu funcionament i són útils no només per a la identificació, sinó també per detectar transitoris d'arrencada, fallades de línia o d'equips, etc.

### Controls
Les sortides analògiques controlen la velocitat o la posició d'un dispositiu, com ara un variador de freqüència variable, un transductor I-P (corrent a pneumàtic) o un accionador de vàlvula o amortidor. Un exemple és una vàlvula d'aigua calenta que obre fins a un 25% per a mantenir un punt d'ajust. Un altre exemple és el variador de freqüència que augmenta lentament el motor per evitar una arrancada brusca.
Les sortides digitals s'utilitzen per obrir i tancar relés i commutadors, així com per conduir una càrrega sota comandament. Un exemple seria encendre les llums de l'aparcament quan una fotocèl·lula indica que a fora és fosc. Un altre exemple seria obrir una vàlvula permetent que 24VDC/AC passin per la sortida que alimenta la vàlvula. Les sortides digitals també podrien ser sortides del tipus d'impulsos que emeten una freqüència d'impulsos durant un període determinat. Un exemple és un comptador d'energia que calcula kWh i en conseqüència, emet una freqüència d'impulsos.

## Infraestructura

### Controlador
Els controladors són essencialment petits ordinadors construïts amb finalitats específiques amb capacitats d'entrada i sortida. Aquests controladors es troben en un ventall de mides i capacitats per controlar dispositius que es troben habitualment als edificis i per controlar les subxarxes dels controladors.
Les entrades permeten al controlador llegir la temperatura, la humitat, la pressió, el flux de corrent, el flux d'aire i altres factors essencials. Les sortides permeten al controlador enviar senyals de comandament i control als dispositius esclaus i a altres parts del sistema Les entrades i sortides poden ser digitals o analògiques. Les sortides digitals també es diuen de vegades discretes segons el fabricant.
Els controladors utilitzats per a l'automatització d'edificis es poden agrupar en tres categories: controladors lògics programables (o PLC de l'anglès Programmable Logic Controllers), controladors de sistema/xarxa i controladors de la unitat de terminal.
No obstant això, també pot existir un dispositiu addicional per integrar sistemes de tercers (per exemple, un sistema d'AC independent) en un sistema central d'automatització d'edificis.
Els controladors de la unitat terminal solen ser adequats per controlar la il·luminació i/o dispositius més senzills, com ara un paquet de teulada, bomba de calor, caixa VAV, bobina de ventilador, etc. Normalment, l'instal·lador selecciona una de les personalitats preprogramades disponibles que millor s'adapten al dispositiu que es va controlar, i no ha de crear una nova lògica de control.

### Ocupació
L'ocupació és un dels dos o més modes de funcionament d'un sistema d'automatització d'edificis. La desocupació, l'escalfament del matí i el retrocés nocturn són altres modes comuns.
L'ocupació normalment es basa en l'hora del dia. En mode d'ocupació, el sistema d'automatització d'edificis vol proporcionar un clima confortable i una il·luminació adequada, sovint amb control basat en zones, de manera que els usuaris d'un costat un edifici tinguin un termòstat diferent (o un sistema diferent, o subsistema) que els usuaris del costat oposat.
Un sensor de temperatura a la zona proporciona retroalimentació al controlador, de manera que pot proporcionar calefacció o refrigeració segons sigui necessari.
Si està habilitat, el mode de càlcul del matí (o MWU de l'anglès Morning Warmup) es produeix abans de l'ocupació. Durant l'escalfament del matí, el sistema d'automatització d'edificis tracta de portar l'edifici a un punt de referència just per a l'ocupació. El sistema d'automatització d'edificis sovint es basa en condicions d'exterior i experiència històrica per optimitzar l'MWU. També se'l coneix com a "inici optimitzat"
Una anul·lació és una ordre iniciada manualment al sistema d'automatització d'edificis. Per exemple, molts sensors de temperatura muntats a la paret tindran un botó que obliga el sistema a passar al mode Ocupació durant un nombre determinat de minuts. On estigui present, les interfícies web permeten als usuaris iniciar remotament una anul·lació del sistema d'automatització d'edificis.
Alguns edificis depenen en sensors d'ocupació per activar la il·luminació o el condicionament del clima. Tenint en compte el potencial de llargs terminis de lliurament abans que un espai sigui suficientment fresc o càlid, el condicionament del clima no se sol iniciar directament per un sensor d'ocupació.

### Il·luminació
La il·luminació es pot activar, apagar o atenuar amb un sistema d'automatització o control de la il·luminació basat en l'hora del dia o en el sensor d'ocupació, fotosensors i temporitzadors. Un exemple típic és encendre les llums en un espai durant mitja hora des que es va detectar l'últim moviment. Una fotocèl·lula situada fora d'un edifici pot detectar la foscor i l'hora del dia i modular les llums de les oficines exteriors i de l'aparcament.
La il·luminació també és un bon candidat per a la resposta a la demanda, amb molts sistemes de control que permeten enfosquir (o apagar) les llums per aprofitar els incentius i l'estalvi de DR.
En els edificis més nous, el control d'il·luminació es pot basar en la interfície per il·luminació que es pot adreçar digitalment (DALI) del bus de camp. Les llums amb balasts DALI són totalment regulables. DALI també pot detectar llum i fallades de basalt a les lluminàries DALI i fallades de senyals.

### Manipuladors d'aire
La majoria dels controladors d'aire es barregen amb l'aire de retorn i de l'exterior, per la qual cosa es necessita menys condicionament de temperatura/humitat. Això pot estalviar diners utilitzant menys aigua calenta o refrigerada (no totes les AHU utilitzen circuits d'aigua calenta o refrigerada). Es necessita un aire extern per mantenir l'aire de l'edifici saludable. Per optimitzar l'eficiència energètica tot mantenint la qualitat de l'aire interior saludable, la ventilació per control de demanda (o controlada) ajusta la quantitat d'aire exterior segons els nivells d'ocupació mesurats.
Els sensors de temperatura analògics o digitals es poden col·locar a l'espai o a l'habitació, als conductes d'aire de retorn i de subministrament i, de vegades, a l'aire extern. Els actuadors es col·loquen a les vàlvules d'aigua calentes i refrigerades, a l'aire exterior i als amortidors d'aire de retorn. El ventilador de subministrament (i el retorn, si escau) es posa en marxa i es deté en funció de l'hora del dia, les temperatures, les pressions de l'edifici o d'una combinació.

#### Unitats de tractament d'aire de volum constant
El tipus d'amortidor d'aire menys eficient és una "unitat de tractament d'aire de volum constant" o CAV. Els ventiladors dels CAV no tenen controls de velocitat variable. En lloc d'això, els CAV obren i tanquen les vàlvules de subministrament d'aigua per mantenir les temperatures als espais de l'edifici. Escalfen o refreden els espais obrint o tancant vàlvules d'aigua calenta o refrigerada que alimenten els seus intercanviadors de calor interns. Generalment, un CAV serveix diversos espais.

#### Unitats de tractament d'aire de volum variable
Una unitat més eficient és la "volum d'aire variable unitat de tractament d'aire (VAV)" o VAV Els VAV subministren aire pressuritzat a caixes VAV, normalment una caixa per habitació o àrea. Un controlador d'aire VAV pot canviar la pressió a les caixes VAV canviant la velocitat d'un ventilador o bufador amb una unitat de freqüència variable o (menys eficaç) movent les pales de la guia d'entrada a un ventilador de velocitat fixa. La quantitat d'aire està determinada per les necessitats dels espais servits per les caixes VAV.
Cada caixa VAV subministra aire a un petit espai, com una oficina. Cada caixa té un amortidor obert o tancat en funció de la quantitat de calefacció o refrigeració necessària en el seu espai. Com més caixes estiguin obertes, més aire serà necessari, i la unitat de tractament de l'aire VAV subministra més quantitat d'aire.
Algunes caixes VAV també tenen vàlvules d'aigua calenta i un intercanviador de calor intern. Les vàlvules per a aigua freda i calenta estan obertes o tancades en funció de la demanda de calor dels espais que subministra. Aquestes caixes VAV escalfades a vegades són utilitzades només al perímetre i les zones interiors només es refreden.
Cal establir un CFM mínim i màxim en caixes VAV per assegurar una ventilació adequada i un balanç d'aire adequat.

##### Control de la temperatura de l'aire de la unitat de manipulació de l'aire
Les unitats de manipulació de l'aire (AHU) i les unitats sostre superior (RTU) que serveixen múltiples zones han de variar el VALOR DE PUNTS DE TEMPERATURA DE L'AIRE DE DESCÀRREGA automàticament en el interval de 55 F a 70 F. Aquest ajustament redueix el consum de refrigeració, calefacció i energia dels ventiladors. Quan la temperatura exterior és inferior a 70 F, per a zones amb càrregues de refredament molt baixes, l'augment de la temperatura de l'aire de subministrament disminueix l'ús de reescalfament a nivell de la zona.

#### Sistemes híbrids VAV
Una altra variació és un híbrid entre els sistemes VAV i CAV. En aquest sistema, les zones interiors funcionen com en un sistema VAV. Les zones exteriors difereixen en la mesura que la calefacció és subministrada per un ventilador de calefacció en un lloc central normalment amb una bobina de calefacció alimentada per la caldera de l'edifici. L'aire calent es condueix a l'exterior a les caixes de mescla de doble conducte i als amortidors controlats pel termòstat de la zona que demana aire fred o calent segons sigui necessari.

### Planta central
Es necessita una planta central per subministrar aigua a les unitats de manipulació d'aire. Pot subministrar un sistema d'aigua refrigerada, un sistema d'aigua calenta i un sistema d'aigua del condensador, així com transformadors i una unitat d'energia auxiliar per a l'energia d'emergència. Si es gestionen bé, sovint es poden ajudar els uns als altres. Per exemple, algunes plantes generen energia elèctrica en períodes amb una demanda màxima, utilitzant una turbina de gas, i després fan servir l'escapament calent de la turbina per escalfar l'aigua o alimentar un refredador absorbent.

#### Sistema d'aigua refrigerada
L'aigua refrigerada s'utilitza sovint per refredar l'aire i l'equipament d'un edifici. El sistema d'aigua refrigerada tindrà refrigeradors i bombes. Els sensors de temperatura analògics mesuren les línies de subministrament i la línia de retorn d'aigua refrigerada. Els refrigeradors s'encenen i s'apaguen per refredar el subministrament d'aigua refrigerada.
Un refrigerador és una unitat de refrigeració dissenyada per produir aigua freda (refrigerada) per a fins de refredament d'espacials.
L'aigua refrigerada es fa circular a una o més bobines de refrigeració situades en unitats de tractament d'aire, ventilador de bobines o unitats d'inducció. La distribució d'aigua refrigerada no es veu restringida pel límit de separació de 100 peus (30,48 metres) que s'aplica als sistemes DX, per la qual cosa els sistemes de refrigeració basats en aigua es fan servir normalment en edificis més grans. El control de capacitat en un sistema d'aigua refrigerada s'aconsegueix normalment mitjançant la modulació del flux d'aigua a través de les bobines; per tant, es poden servir múltiples bobines des d'un sol refrigerador sense comprometre el control de qualsevol unitat individual. Els refrigeradors poden funcionar tant amb el principi de compressió de vapor com amb el principi d'absorció. Els refrigeradors de compressió de vapor poden utilitzar configuracions alternatives, centrífugues, de cargol o de compressors rotatius. Els refrigeradors alternatius s'utilitzen comunament per a capacitats inferiors a 200 tones; els refrigeradors centrífugs s'utilitzen normalment per proporcionar capacitats més altes; els refrigeradors rotatius i de cargol són menys utilitzats, però no són rars. El rebuig de calor d'un refrigerador pot ser a través d'un condensador refrigerat per aire o d'una torre de refredament (a continuació es parla de tots dos). Els refrigeradors de compressió de vapor poden ser agrupats amb un condensador refrigerat per aire per proporcionar un refrigerador envasat, que s'instal·la a l'exterior al voltant de l'edifici. Els refrigeradors de compressió de vapor també poden estar dissenyats per ser instal·lats per separat de la unitat de condensació; normalment aquest tipus de refrigerador s'instal·laria en un espai central tancat de la planta. Els refrigeradors d'absorció estan dissenyats per ser instal·lats per separat de la unitat de condensació.

#### Sistema d'aigua del condensador
Les torres refrigeració i bombes s'empren per subministrar aigua freda del condensador als refrigeradors. Com que el subministrament d'aigua del condensador als refrigeradors ha de ser constant, els controladors de velocitat variable normalment s'utilitzen als ventiladors de la torre de refrigeració per controlar la temperatura. La temperatura adequada de la torre de refrigeració assegura la pressió adequada del cap del refrigerant al refredador. El punt de fixació de la torre de refrigeració utilitzat depèn del refrigerant que s'utilitzi. Els sensors de temperatura analògics mesuren el subministrament d'aigua del condensador i les línies de retorn.

#### Sistema d'aigua calenta
El sistema d'aigua calenta subministra calor a la unitat de tractament d'aire de l'edifici o a les bobines de calefacció de la caixa VAV, juntament amb les bobines de calefacció d'aigua calenta sanitària (calefacció per aigua calenta). El sistema d'aigua calenta tindrà una caldera o calderes i bombes. Els sensors de temperatura analògics es col·loquen a les línies de subministrament i retorn d'aigua calenta.Es fa servir algun tipus de vàlvula de mescla per controlar la temperatura del circuit d'aigua de calefacció. La caldera o calderes i les bombes s'encenen i s'apaguen per mantenir el subministrament.
La instal·lació i la integració de les unitats de freqüència variable poden reduir el consum d'energia de les bombes de circulació de l'edifici al voltant del 15% del que havien estat utilitzant abans. Una unitat de freqüència variable funciona mitjançant la modulació de la freqüència de l'electricitat subministrada al motor que alimenta. Als EUA, la xarxa elèctrica utilitza una freqüència de 60 Hertz o 60 cicles per segon. Les unitats de freqüència variable són capaces de disminuir la producció i el consum energètic dels motors reduint la freqüència de l'electricitat subministrada al motor, però la relació entre el consum de motor i la potència no és lineal. Si la unitat de freqüència variable proporciona electricitat al motor a 30 Hertz, la sortida del motor serà del 50% perquè 30 Hertz dividits per 60 Hertz són 0,5 o 50%. El consum energètic d'un motor amb un 50% o 30 Hertz no serà del 50%, sinó que serà un 18%, ja que la relació entre el consum de motor i la producció no és lineal. Les relacions exactes de sortida del motor o Hertz proporcionades al motor (que en realitat són la mateixa cosa), i el consum energètic real de la combinació d'unitat de freqüència variable / motor depèn de l'eficiència de la unitat de freqüència variable. Per exemple, atès que la unitat de freqüència variable necessita energia per comunicar-se amb el sistema d'automatització de l'edifici, execució del seu ventilador de refrigeració, etc., si el motor funcionava sempre al 100% amb la unitat de freqüència variable instal·lada, el cost d'operació o el consum d'electricitat augmentarien amb la nova unitat de freqüència variable instal·lada. La quantitat d'energia que consumeixen les unitats de freqüència variable és nominal i no val la pena tenir en compte a l'hora de calcular l'estalvi, però cal tenir en compte que els VFD consumeixen energia per si mateixos. Com que les unitats de freqüència variable rarament funcionen al 100% i passen la major part del temps en el rang de sortida del 40%, i perquè ara les bombes s'apaguen completament quan no són necessàries, les unitats de freqüència variable han reduït el consum d'energia de les bombes al voltant del 15% del que havien estat utilitzant abans.

### Alarmes i seguretat
Tots els sistemes moderns d'automatització d'edificis tenen funcions d'alarma. De poc serveix detectar una situació potencialment perillosa o costosa si no es notifica a ningú que pugui resoldre el problema. La notificació es pot fer a través d'un ordinador (correu electrònic o missatge de text), cercapersones, trucada de veu d'un mòbil, alarma sonora o totes elles. A efectes d'assegurança i responsabilitat civil, tots els sistemes mantenen registres de qui ha estat notificat, quan i com.
Les alarmes poden notificar immediatament a algú o només notificar-les quan es generin alarmes fins a un llindar de gravetat o urgència. Als llocs amb diversos edificis, les fallades d'energia momentànies poden causar centenars o milers d'alarmes dels equips que s'han apagat; - s'han d'eliminar i reconèixer com a símptomes d'una gran fallada. Alguns llocs estan programats de manera que les alarmes crítiques es tornin a enviar automàticament a intervals variables. Per exemple, una alarma crítica repetitiva (d'una font d'alimentació ininterrompuda en "bypass") pot ressonar a 10 minuts, 30 minuts i cada 2 a 4 hores després de la resolució de les alarmes.
- Les alarmes de temperatura comunes són: espai, subministrament d'aire, subministrament d'aigua refrigerada, subministrament d'aigua calenta.
- Els sensors de pressió, humitat, biològics i químics poden determinar si els sistemes de ventilació han fallat mecànicament o s'han infectat amb contaminants que afecten la salut humana.
- Els interruptors de pressió diferencial es poden col·locar en un filtre per determinar si està brut o que no funciona.
- Les alarmes d'estat són comunes. Si es demana que comenci un dispositiu mecànic com una bomba, i l'entrada de l'estat indica que està apagat, això pot indicar un error mecànic. O, pitjor encara, una avaria elèctrica que podria representar un risc d'incendi o descàrrega elèctrica.
- Alguns actuadors de vàlvules tenen interruptors finals per indicar si la vàlvula s'ha obert o no.
- Els sensors de monòxid de carboni i diòxid de carboni poden determinar si la concentració d'aquests a l'aire és massa alta, ja sigui per problemes de foc o de ventilació en garatges o a prop de les carreteres.
- Els sensors refrigerants es poden utilitzar per indicar una possible fuga de refrigerant.
- Els sensors de corrent es poden utilitzar per detectar condicions de baixa corrent causades pel lliscament de les corretges del ventilador, l'obstrucció dels filtres a les bombes o altres problemes.

Els sistemes de seguretat es poden interbloquejar amb un sistema d'automatització d'edificis. If occupancy sensors are present, they can also be used as burglar alarms. Com que els sistemes de seguretat sovint són deliberadament sabotejats, almenys alguns detectors o càmeres han de tenir una bateria de suport i connectivitat sense fils i la capacitat de desencadenar alarmes quan estan desconnectats. Els sistemes moderns generalment usen alimentació a través d'Ethernet (que pot operar una càmera PTZ i altres dispositius de fins a 30 a 90 watts) que és capaç de carregar aquest tipus de bateries i manté les xarxes sense fils lliures per a aplicacions realment sense fils, com ara una comunicació de còpia de seguretat en la interrupció.
Els panells d'alarma contra incendis i els seus sistemes d'alarma de fum relacionats solen ser cablejats per anul·lar l'automatització d'edificis. Per exemple: si l'alarma de fum està activada, tots els reguladors d'aire de l'exterior es tanquen per evitar l'entrada d'aire a l'edifici, i un sistema d'escapament pot aïllar l'incendi. De manera similar, els sistemes de detecció de fallades elèctriques poden apagar circuits complets, independentment de la quantitat d'alarmes que això dispari o les persones que l'afligeixen. Els dispositius de combustió de combustibles fòssils també tendeixen a tenir les seves pròpies atraccions, com ara les línies d'alimentació de gas natural que s'apaguen quan es detecten caigudes de pressió lenta (indicant una fuga) o quan es detecta un excés de metà en el subministrament d'aire a l'edifici.
Un bona immòtica és conscient d'aquestes substitucions i reconeix les condicions complexes d'error. No envien alertes excessives, ni malgasten el preciós poder de còpia de seguretat en intentar tornar a encendre els dispositius que aquests canvis de seguretat han desactivat. Una immòtica deficient, gairebé per definició, envia una alarma per a cada alerta i no reconeix cap anul·lació de seguretat manual, contra incendis o elèctrica o de combustible. En conseqüència, una bona immòtica sovint es basa en sistemes de seguretat i contra incendis.

### Seguretat de la informació
Amb l'espectre creixent de capacitats i la seva connexió amb Internet, es va informar repetidament que els sistemes d'automatització d'edificis eren vulnerables, cosa que permetia als pirates informàtics i als ciberdelinqüents atacar els seus components. Els edificis poden ser explotats per pirates informàtics per mesurar o canviar el seu entorn: els sensors permeten la vigilància (per exemple, controlar els moviments dels empleats o els hàbits dels habitants) mentre els actuadors permeten dur a terme accions als edificis (per exemple, obrir portes o finestres per a intrusos). Diversos proveïdors i comissions van començar a millorar les funcions de seguretat dels seus productes i estàndards, inclosos KNX, ZigBee i BACnet (vegeu els últims estàndards o esborranys estàndard). No obstant això, els investigadors informen de diversos problemes oberts en la seguretat de l'automatització d'edificis.

## Automatització de sales
L'automatització de sales és un subconjunt de l'automatització d'edificis i amb un propòsit similar; és la consolidació d'un o més sistemes sota control centralitzat, encara que en aquest cas en una sala.
L'exemple més comú d'automatització de sales és la sala de juntes corporatives, les sales de presentació i les sales de conferències, on s'explica el gran nombre de dispositius que defineixen la funció de la sala (com ara equips de videoconferència, projectors de vídeo, sistemes de control d'il·luminació, sistemes de megafonia, etc.) faria que l'operació manual de la sala fos molt complexa. És freqüent que els sistemes d'automatització de sales utilitzin una pantalla tàctil com a forma principal de control de cada operació.

### Protocols i estàndards de la indústria
- ASHRAE (Societat americana d'enginyers de calefacció, refrigeració i aire condicionat), organització internacional per a persones involucrades en calefacció, ventilació, aire condicionat o refrigeració (HVAC&R)
- BACnet, protocol de comunicacions de xarxa per a sistemes d'automatització i control d'edificis que s'ha adoptat a nivell mundial com a ISO 16484-5: 2003
- Bluetooth, estàndard de comunicacions sense fils de gran abast, de punt a punt i de malla, de baixa potència, que permet solucions d'automatització d'edificis
- Energy Star, programa creat pel govern dels Estats Units per promoure productes de consum eficient
- OpenTherm
- ZigBee, estàndard de comunicació sense fils de gran abast i de baixa potència dirigit a l'automatització d'edificis